# Lachnaea
- Commons
- Wikispecies

Lachnaea L. é um género botânico pertencente à família Thymelaeaceae.

## Espécies
- Lachnaea alpina
- Lachnaea ambigua
- Lachnaea aurea
- «Lista completa»

## Classificação do gênero
| Sistema | Classificação                     | Referência              |
| ------- | --------------------------------- | ----------------------- |
| Linné   | Classe Octandria, ordem Monogynia | Genera plantarum (1754) |